# كابا (تراث شعبي)

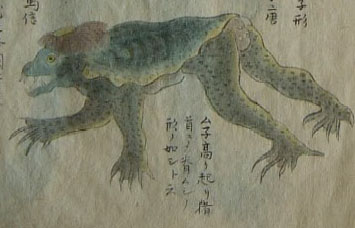
رسم يظهر كابّا

كابَّا (باليابانية: 河童) هو مخلوق أسطوري، وهو نوع من الأرواح في الفلكلور الياباني. كما أنه يعتبر من أحد مخلوقات الكريبتوزولوجي (علم الحيوانات المخفية) بسبب وجود إدعاءات على مشاهدة الكابا. أما في الشنتو فيعتبر أحد الآلهة المائية.

## شكله
تظهر معظم الأعمال الفنية والأدبية الكابا على أنه بشكل طفل صغير، لكن جسمه يشبه جسم القرد أو الضفدع. يشبه البعض وجهه للقرد بينما آخرون يشبهونه للبط. غالباً مايصور الكابَّا حاملاً درعاً سميكاً وجلداً محرشفاً يتراوح لونه بين الأخضر إلى الأصفر.
يفترض بالكابا أن يعيش في برك وأنهار اليابان، كما يمتلك العديد من القدرات التي تساعده على العيش في بيئته كالأيد والأرجل الزعنفية، كما يقال أن لها رائحة أسماك، وتسبح بشكل جيد.

## تصرفات
يعتقد أن الكابا مثيراً للمشاكل. حيث يتراوح مزاحه بين دعابات بسيطة إلى إطلاق ضرطة ذات صوت عال أو النظر إلى النساء في الكيمونو أو سرقة المحصول، خطف الأطفال، أو اغتصاب النساء. في الواقع يعتبر الأطفال الوجبة المفضلة له، ولكنه يعتقد أنه ربما يأكل البالغين. وحتى اليوم تظهر لافتات التحذير من الكابا قرب البحيرات والمستنقعات في بعض القرى اليابانية.

## معرض صور

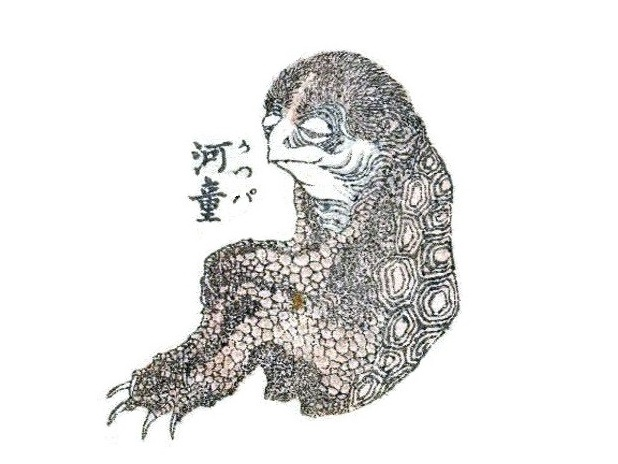
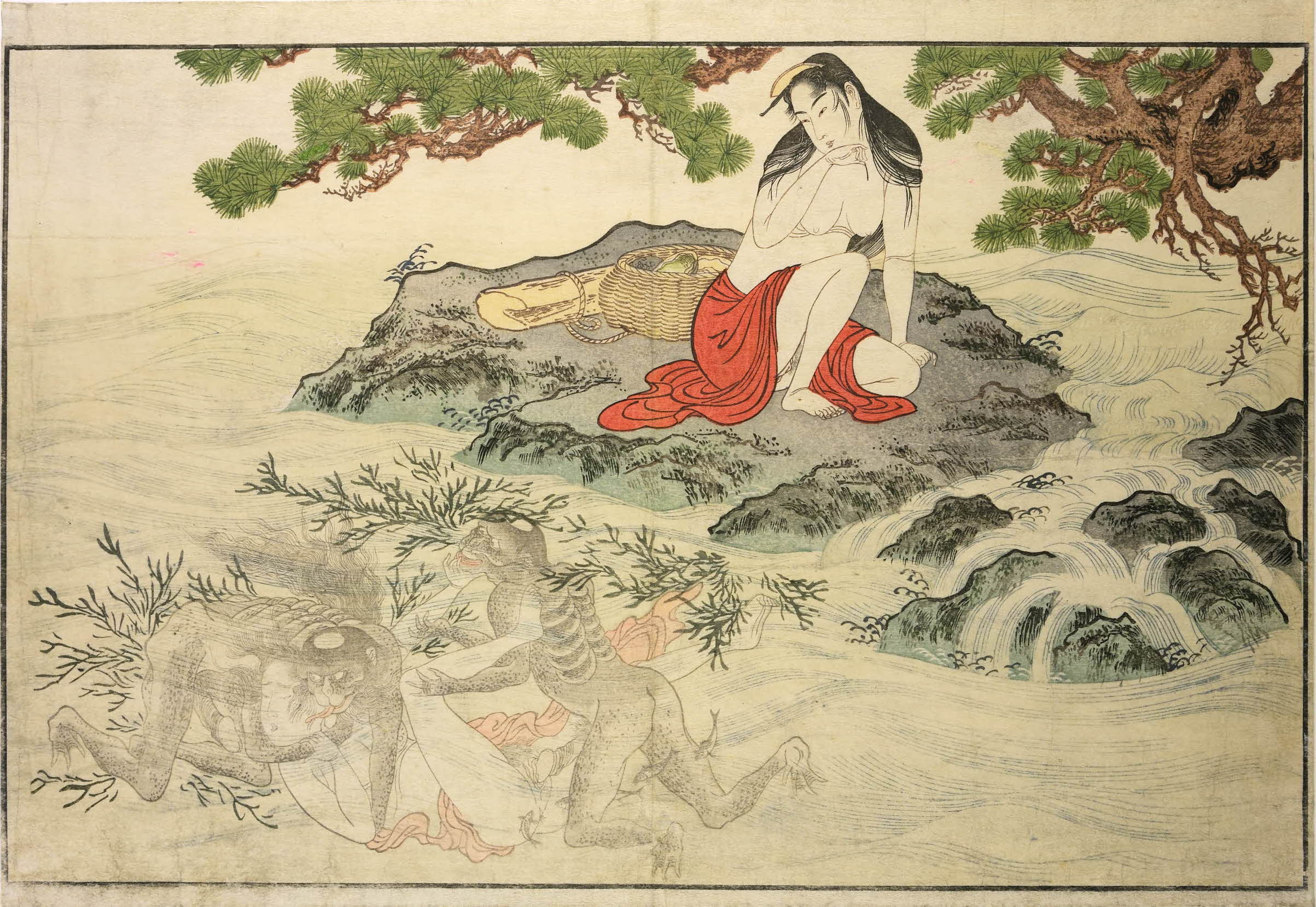
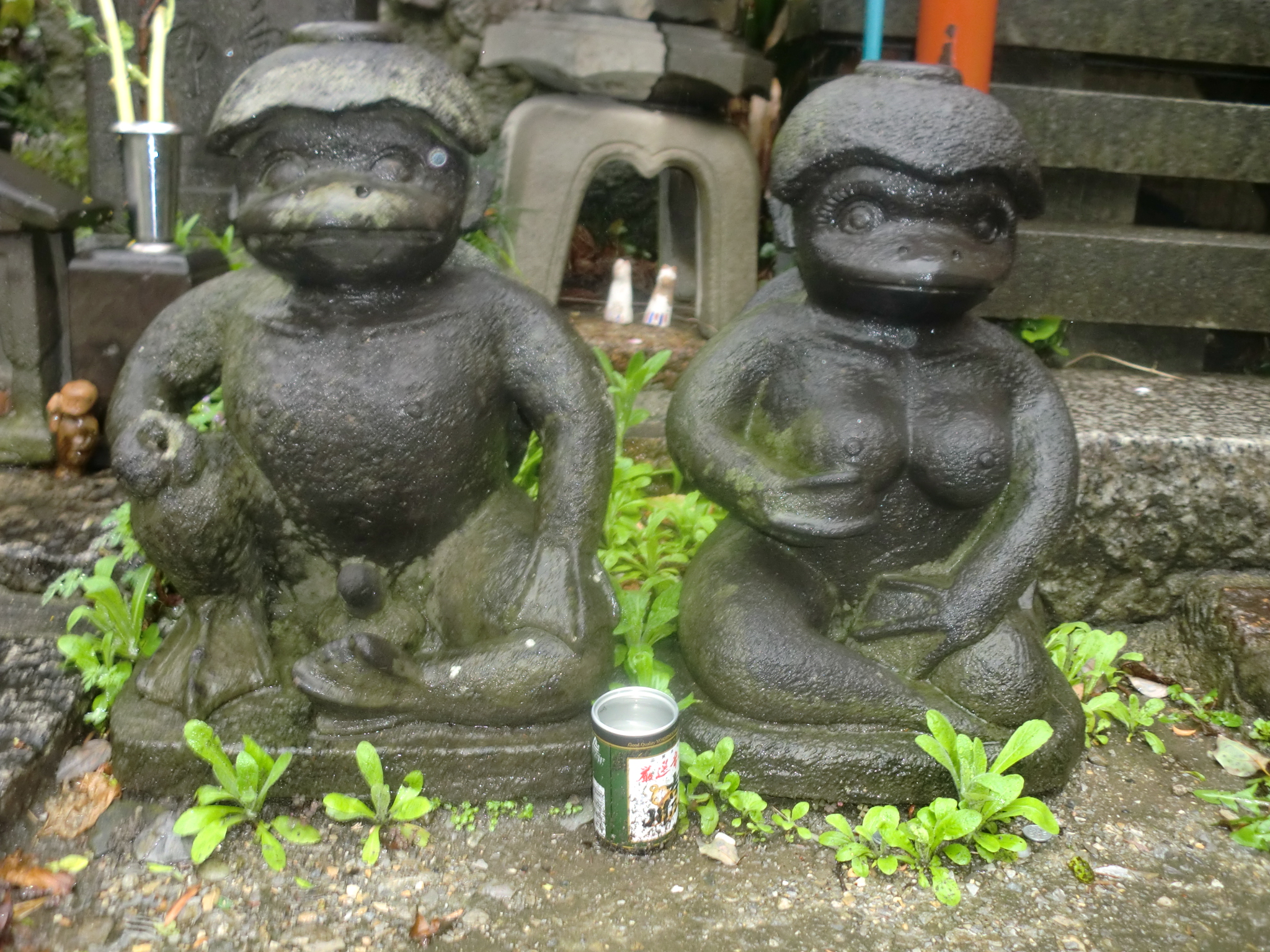
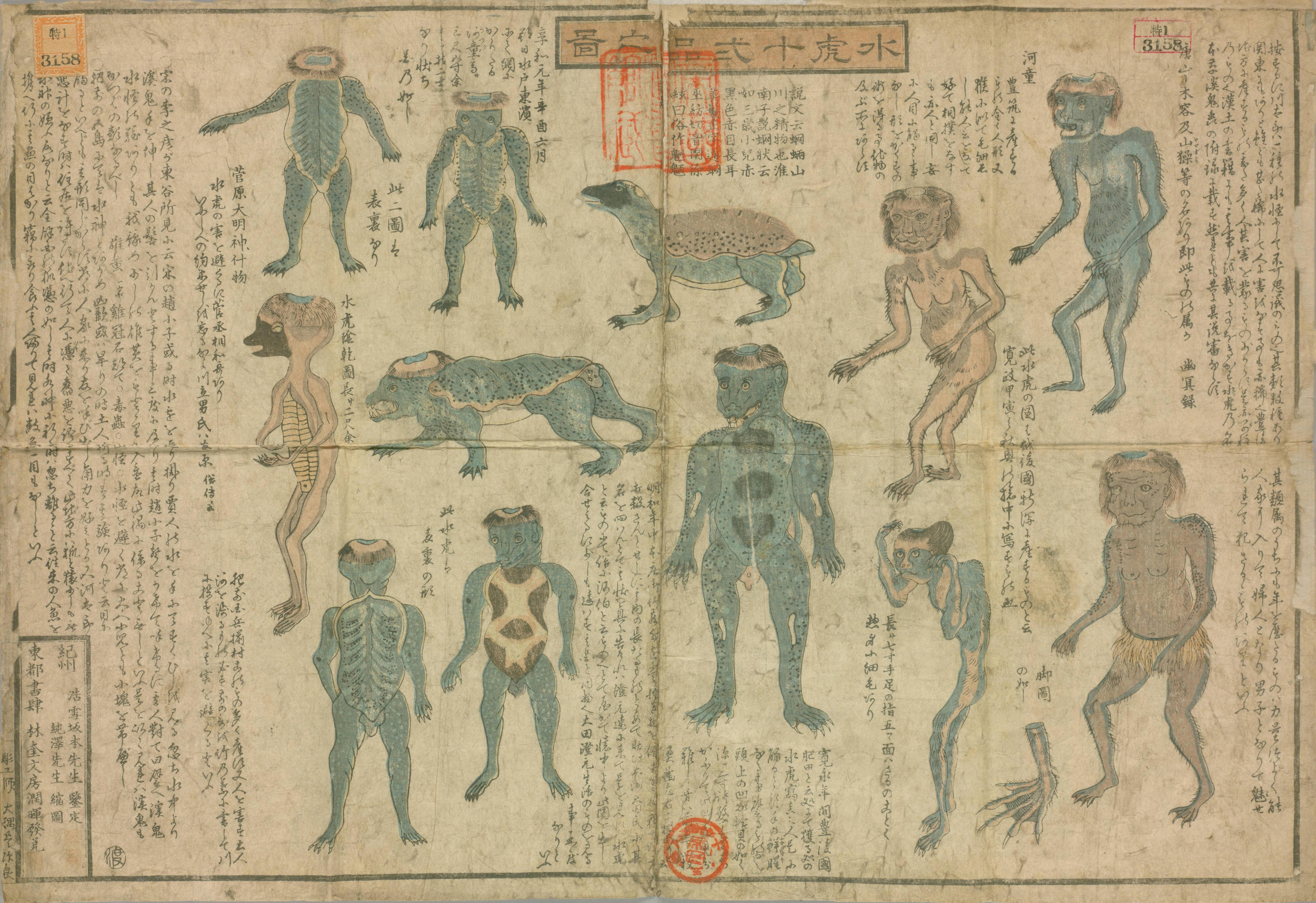